# Резников, Николай Александрович
Николай Александрович Резников (род. 1 октября 1983, Кропоткин, Краснодарский край) — российский пловец. Заслуженный мастер спорта России).

## Карьера
Тренируется у Е. И. Григорьева в Кропоткине. Сам также работает тренером в Краснодаре.
Многократный чемпион мира, Европы, России. Чемпион и призёр Всемирных игр.